# Dennis Chun
Dennis Chun (* 5. Februar oder 18. März 1952 auf Hawaii) ist ein US-amerikanischer Schauspieler. Er ist vor allem bekannt für seine Rolle des Sergeant Duke Lukela in der Krimiserie Hawaii Five-0. Sein deutscher Synchronsprecher dort ist Uwe Jellinek.
Chun ist Absolvent der Kamehameha Schools und der University of Hawaii, wo er seinen Bachelor of Arts in Politikwissenschaften machte.
Chun ist der Sohn von Gladys Lindo Chun (1927–2002) und Kam Fong Chun (1918–2002), der ebenfalls Schauspieler war und bei der Originalserie Hawaii Fünf-Null mitspielte.

## Filmografie
Fernsehserien
- 1972: Drei Mädchen und drei Jungen (1 Folge)
- 1974–1975: Hawaii Fünf-Null (3 Folgen)
- 1974: Inferno im Paradies
- 1988: Magnum (1 Folge)
- 1989–1990: Jake und McCabe – Durch dick und dünn (Jake and the Fatman, 2 Folgen)
- 1991: Goodbye Paradise
- 1992: Raven (1 Folge)
- 2010–2020: Hawaii Five-0 (131 Folgen)
- 2019–2022: Magnum P.I. (4 Folgen)